# KDB Bank (Magyarország)
A KDB Bank (Magyarország) Zrt., vagy röviden KDB Bank egy dél-koreai tulajdonú magyarországi kereskedelmi bank. (Teljes neve: KDB Bank Európa Zártkörűen Működő Részvénytársaság).

## Székhelye
1054 Budapest, Bajcsy Zsilinszky út 42-46.

## Története
A cég jogelődje 1989-ben alakult Daewoo Bank Magyarország Rt. néven. 
2002 júliusában a Koreai Fejlesztési Bank felvásárolta a Daewoo Securitiest, így a magyarországi leányvállalat is felvette az új anyacége nevét (Korea Development Bank). 2004 áprilisában a KDB 20 000 000 amerikai dollár-t invesztált a cégbe. 
2005 áprilisában a bank befejezte befektetési szolgáltatásainak folytatását, ügyfélállományának ezen része átkerült a Buda-Cash Brókerházhoz. A bank 2006 márciusában zártkörűen működő részvénytársasági formára váltott, szeptemberben pedig az anyacég 6 milliárd Ft-os tőkeemelést hajtott végre.
A cég egyik terméke 2007-ben elnyerte „az év lakossági bankkártyája” elismerést.